# 穆拉格爾峰
46°29′52″N 9°56′14″E / 46.49789°N 9.93722°E

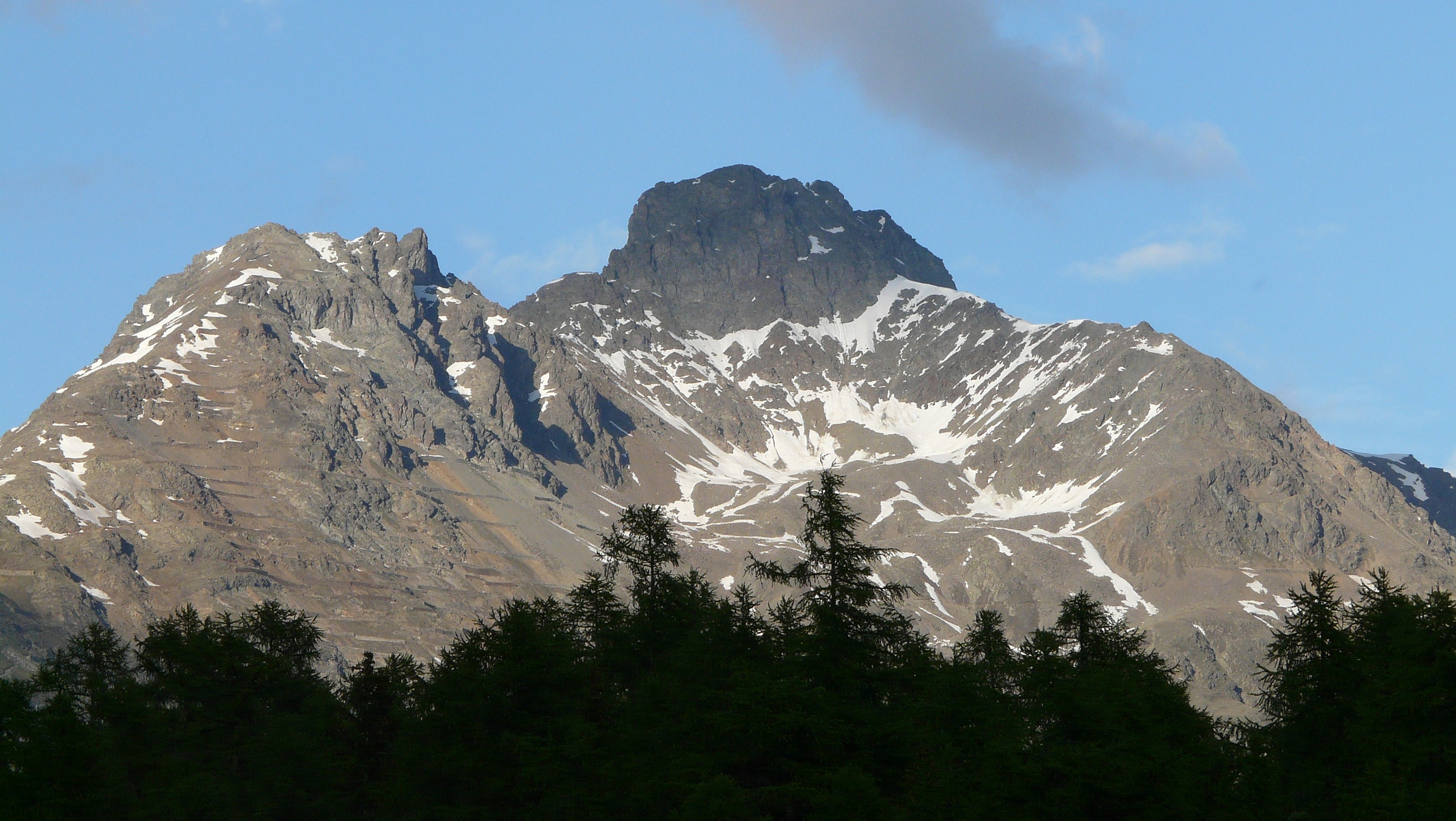

穆拉格爾峰（Piz Muragl），是瑞士的山峰，位於該國東南部，由格勞賓登州負責管轄，屬於利維尼奧阿爾卑斯山脈的一部分，海拔高度3,156米，每年平均降雨量1,693毫米。